# Joziratia cinnamomea
Joziratia cinnamomea är en skalbaggsart som beskrevs av Marc Lacroix 1993. Joziratia cinnamomea ingår i släktet Joziratia och familjen Melolonthidae. Inga underarter finns listade i Catalogue of Life.